# 平翠軒
有限会社平翠軒（へいすいけん）は、岡山県倉敷市の食品販売店、食品メーカーである。店主・森田昭一郎が全国各地から探し出した美味・珍味や独自に開発したプライベートブランド商品合計約1500品を集めた「おいしいものブティック平翠軒」（以下、平翠軒）を倉敷美観地区の元町通りに開き、全国の食通に知られる店として観光名所となっている。

## 概要
平翠軒は、1909年に創業された森田酒造場（現：森田酒造株式会社）の3代目である森田昭一郎が1990年4月、酒造場内にある大正時代に建てられた倉庫を改造して開いた。森田酒造株式会社の子会社となる。店舗の名前は、大地主として栄えた森田家に江戸時代から伝わる庭に建っていた茶室の名前が由来である。
森田が自分の舌と情熱で選んだ全国のうまいものを集めた店で、一部についてはメーカーと共同開発しており、他に市井の料理人や素人が作ったものについて森田の後輩が営んでいる倉敷鉱泉株式会社で生産してプライベートブランドとして販売しているとともに、自社内の専用の加工場で地元主婦の従業員が手作りしているものがある。誰がどうやって作ったかを知るために問屋を介した商品は取り扱わず、直接メーカーと取引しているものばかりの商品を扱う。ただし海外の商品については、森田が信頼する個人のトレーダー数人から仕入れている。このことから、森田は「食のパトロン」と呼ばれている。
扱っているものは、いずれも個人か小規模な会社による少量生産の品ばかりである。ロット数、卸値、支払い条件は全てメーカーの希望通りであり、全て買い取りとしている。そのため荒利は低いが、プライベートブランドによって利益を確保している。
当初は森田が旨いと思うものだけを売っていたが、食品添加物のことを考え、食の安全を考えた商品を選ぶように変わった。特に保存剤を使った商品は一切扱わない。
商品のポップは森田が考え森田の妻が手書きしたものであり、産地や作り方、おいしい料理方法などが記載されている。商品の質は高く、デパートのバイヤーなどがこっそりと見に来ることもある。売り上げは本業をしのぐほどとなった。
店内は地元や市街の常連客や観光客で賑わっている。またネット販売も行っており、売り上げは20%を占めている（2012年時点）。
平翠軒の2階には、ギャラリーとコーヒーコーナー「波流知庵くらしき」（ばるちあん-）がある。
2007年以降、株式会社そごう・西武の百貨店、そごうと西武百貨店に合計17店舗（2012年時点）を展開。商品の供給および販売の指導を行い、そごう・西武が商品を買い取って運営している。

## 歴史
森田酒造の三代目・森田昭一郎は1974年、32歳の時に経営を継いだが、日本酒の消費量が減少し、苦境に立たされる。廃業寸前の1985年、辛口で深みのある「激辛」を生み出して始めてヒットした。1996年には酒造りの圧搾の準備段階で取れる最初の酒「荒走り」のみを瓶詰めして商品化。酒造のタブー破りだったが大ヒットし、自然派志向の消費者から喜ばれて倉敷を代表する酒となった。
1984年、森田は42歳の時、金沢の旅行中にいなだ鰤を食し、人間の知恵と技術が自然と絡み合った本当の食べ物を扱う店を始めようと決心した。3年間食材を探し続けて150点ほどを集め、1990年に平翠軒を開業した。品数が少なく3年間は赤字だったが、売る商品を400点ほどに増やし、以後も取引を渋る相手を口説き落として品数を増やし続けた。観光客が訪れる立地条件から口コミで評判が伝わり、食の安全への意識が高まったことも加わり、客や商品は年々増えていった。
出店要請は断り続けたが、ミレニアムリテイリングからの熱烈な勧誘を受け、森田が監修という立場で2007年に東京の渋谷西武に食品売り場「おいしいものブティック」を開店。以後、そごう、西武百貨店に売り場「平翠軒コーナー」を開設していった。

## 特色
店の広さは約100平方メートル。
調味料、肉や魚の加工品、乳製品など、並んでいる品目は1500点（2013年時点）で、うちプライベートブランド商品は約300点。

## その他
株式会社ハローデイを経営する加治敬通は、スーパーマーケットのハローデイ足原店を開店するにあたり、平翠軒を参考に値段は高めだが価値のある商品を置いた「随想庵」を設置し人気を得たため、以降は各店に導入して人気コーナーとなった。

## 関連書籍
- 平翠軒、町田えり子『ちょっと贅沢な調味料レシピ』ぴあ出版、2013年。ISBN 9784835618449。
平翠軒の調味料を用いた家庭料理40品を収録[2]。